# Heptathlon aux championnats du monde d'athlétisme en salle 2018
Pour un article plus général, voir Championnats du monde d'athlétisme en salle 2018.
Navigation
2016 2020
Le concours de l'heptathlon des championnats du monde en salle 2018 se déroule les 2 et 3 mars 2018 à la Barclaycard Arena de Birmingham, au Royaume-Uni.

## Engagés
12 athlètes participent à l'épreuve de l'heptathlon :
- Dominik Distelberger
- Jan Doležal
- Kurt Felix
- Ruben Gado
- Oleksiy Kasyanov
- Kai Kazmirek
- Kévin Mayer
- Eelco Sintnicolaas
- Maicel Uibo
- Lindon Victor
- Damian Warner
- Zach Ziemek

## Résultats
- Meilleure performance par épreuve

| Rang               | Nom                  | Nationalité | 60 m   | Longueur | Poids   | Hauteur | 60 m haies | Perche | 1 000 m       | Total     | Notes |
| ------------------ | -------------------- | ----------- | ------ | -------- | ------- | ------- | ---------- | ------ | ------------- | --------- | ----- |
| Médaille d'or      | Kevin Mayer          | France      | 6 s 85 | 7,55 m   | 15,67 m | 2,02 m  | 7 s 83     | 5,00 m | 2 min 39 s 64 | 6 348 pts | WL    |
| Médaille d'argent  | Damian Warner        | Canada      | 6 s 74 | 7,39 m   | 14,90 m | 2,02 m  | 7 s 67     | 4,90 m | 2 min 37 s 12 | 6 343 pts | NR    |
| Médaille de bronze | Maicel Uibo          | Estonie     | 7 s 20 | 7,41 m   | 14,30 m | 2,17 m  | 8 s 19     | 5,30 m | 2 min 38 s 51 | 6 265 pts | PB    |
| 4                  | Kai Kazmirek         | Allemagne   | 7 s 15 | 7,68 m   | 14,55 m | 2,05 m  | 7 s 95     | 5,20 m | 2 min 42 s 15 | 6 238 pts | PB    |
| 5                  | Eelco Sintnicolaas   | Pays-Bas    | 6 s 96 | 7,15 m   | 14,09 m | 1,90 m  | 7 s 97     | 5,30 m | 2 min 45 s 93 | 5 997 pts | SB    |
| 6                  | Zach Ziemek          | États-Unis  | 6 s 89 | 7,21 m   | 13,48 m | 2,02 m  | 8 s 14     | 5,10 m | 2 min 51 s 73 | 5 941 pts |       |
| 7                  | Ruben Gado           | France      | 6 s 99 | 7,26 m   | 13,61 m | 1,96 m  | 8 s 47     | 5,10 m | 2 min 38 s 86 | 5 927 pts |       |
| 8                  | Dominik Distelberger | Autriche    | 6 s 93 | 7,35 m   | 13,04 m | 1,93 m  | 7 s 98     | 4,80 m | 2 min 41 s 49 | 5 908 pts |       |
| 9                  | Jan Doležal          | Tchéquie    | 7 s 04 | 7,04 m   | 14,82 m | 1,96 m  | 8 s 20     | 4,70 m | 2 min 47 s 99 | 5 775 pts |       |
|                    | Oleksiy Kasyanov     | Ukraine     | 6 s 95 | 7,43 m   | 14,16 m | 2,02 m  | DQ         | DNS    |               | DNF       |       |
|                    | Lindon Victor        | Grenade     | 6 s 98 | 5,55 m   | 15,54 m | NM      | DNS        |        |               | DNF       |       |
|                    | Kurt Felix           | Grenade     | 7 s 21 | 6,93 m   | 14,39 m | DNS     |            |        |               | DNF       |       |

## Légende
Records et Performances
- AR : Record continental (area record)
- CR : Record des championnats (championship record)
- MR : Record du meeting (meet record)
- NR : Record national (national record)
- OR : Record olympique (olympic record)
- PR : Record paralympique (paralympic record)
- PB : Record personnel (personal best)
- SB : Meilleure performance personnelle de la saison (season's best)
- WL : Meilleure performance mondiale de l'année (world leader)
- WJR : Record du monde junior (world junior record)
- WR : Record du monde (world record)

Circonstances et Conditions
- DNF : N'a pas terminé (did not finish)
- DNS : N'a pas pris le départ (did not start)
- DQ : Disqualification (disqualification)
- NM : Aucun essai valable enregistré (No Mark)
- Q : Qualifié « directement » au prochain tour (ou à la prochaine compétition), lors d'une compétition majeure, grâce au classement ou à la réalisation des minima (automatic qualifier)
- q : Qualifié au prochain tour (ou à la prochaine compétition), lors d'une compétition majeure, grâce au repêchage ou à la réalisation de l'une des meilleures performances parmi celles des « non qualifiés directement » (grâce au meilleur temps ou à la meilleure distance par exemple) (secondary qualifier)